# La Jueria Grossa de Domeny
La Jueria Grossa de Domeny és una obra renaixentista de Sant Gregori (Gironès) protegida com a Bé Cultural d'Interès Local.

## Descripció
Edifici de planta quadrangular amb un pati interior. Parets portants de pedra morterada, amb carreus ben tallats a les obertures i cantonades de les façanes. Es desenvolupa en planta baixa, planta principal i golfes. La coberta és de teula àrab.

## Història
El bisbe de Girona tenia dues masoveries a Domeny, una seria aquest edifici anomenat Joheria de Sant Gregori o Joheria grossa de Domeny, ja que pertany al poble i a la parròquia de Domeny. L'altra seria la Joheria petita situada a Domeny. L'edifici que ens ocupa és la Joheria Gran i hauria estat construït vers els segles XVI-XVII, això es confirmaria segons J. Calzada per l'escut existent encara avui a la llinda de la porta principal, a dues cantonades de l'edifici i a la llinda de la porta de la galeria del pati inferior, del bisbe Jaume Cassador, que degué ser el constructor de la casa i que fou bisbe de Girona entre 1584-1597. Segons Botet i Sisó el bisbe Margarit venia a estiuejar a aquesta "jueria". No especifica quin Margarit era, l'oncle o el nebot, encara que per l'època cal pensar que seria el nebot, ja que abans no hauria estat arranjat per a una estada episcopal.